# Spirostreptus constrictus
Spirostreptus constrictus är en mångfotingart som beskrevs av Karsch 1881. Spirostreptus constrictus ingår i släktet Spirostreptus och familjen Spirostreptidae. Inga underarter finns listade i Catalogue of Life.